# Los chiflados del rock and roll
Los chiflados del rock and roll es una película de comedia musical y romance mexicana de 1957, dirigida por José Díaz Morales y protagonizada por Luis Aguilar, Agustín Lara, Pedro Vargas, Eulalio González «El Piporro», Lina Salomé, Delia Magaña, Rosita Arenas y Gloria Ríos. Es la secuela de la película del mismo año, Los tres bohemios, en la que también actuaron Magaña y Lina Salomé junto a Lorena Velázquez.

## Argumento
Tres bohemios deciden conquistar a una lugareña rica para poder conseguir dinero para salvar su negocio, convirtiéndola en una estrella musical.

## Reparto
- Luis Aguilar como Luis.
- Agustín Lara como Agustín.
- Pedro Vargas como Pedro.
- Eulalio González «El Piporro» como Don Apolonio Aguilar
- Lina Salomé como Ana.
- Delia Magaña como Clara.
- Rosita Arenas como Paloma Domínguez.
- Gloria Ríos como Bailarina.
- Ricardo Sánchez de la Barquera como Macario.
- Roberto G. Rivera como trabajador del cabaret.
- Arturo «El Bigotón» Castro como campesino.
- Francisco Reiguera como Don Secundino.